# Catamecia bacheri
Catamecia bacheri là một loài bướm đêm trong họ Noctuidae.